# Halewood
Halewood est une ville anglaise située dans le comté du Merseyside au sud-est de Liverpool.
En 2001, sa population était de 20 309 habitants.

## Personnalités
Mary Peters (1939-), athlète britannique, championne olympique du pentathlon, est née à Halewood.

## Traduction
- (en) Cet article est partiellement ou en totalité issu de l’article de Wikipédia en anglais intitulé « Halewood » (voir la liste des auteurs).